# Para-Leichtathletik-Europameisterschaften 2014
| Medaillenspiegel (Stand nach 169 von 169 Entscheidungen) | Medaillenspiegel (Stand nach 169 von 169 Entscheidungen) | Medaillenspiegel (Stand nach 169 von 169 Entscheidungen) | Medaillenspiegel (Stand nach 169 von 169 Entscheidungen) | Medaillenspiegel (Stand nach 169 von 169 Entscheidungen) | Medaillenspiegel (Stand nach 169 von 169 Entscheidungen) |
| Platz                                                    | Land                                                     | G                                                        | S                                                        | B                                                        | TL                                                       |
| -------------------------------------------------------- | -------------------------------------------------------- | -------------------------------------------------------- | -------------------------------------------------------- | -------------------------------------------------------- | -------------------------------------------------------- |
| 1                                                        | Russland                                                 | 41                                                       | 30                                                       | 18                                                       | 89                                                       |
| 2                                                        | Ukraine                                                  | 17                                                       | 8                                                        | 18                                                       | 43                                                       |
| 3                                                        | Großbritannien                                           | 16                                                       | 19                                                       | 17                                                       | 52                                                       |
| 4                                                        | Deutschland                                              | 14                                                       | 17                                                       | 15                                                       | 46                                                       |
| 5                                                        | Finnland                                                 | 9                                                        | 3                                                        | 4                                                        | 16                                                       |
| 6                                                        | Frankreich                                               | 8                                                        | 8                                                        | 4                                                        | 20                                                       |
| 7                                                        | Schweiz                                                  | 8                                                        | 3                                                        | 6                                                        | 17                                                       |
| 8                                                        | Polen                                                    | 6                                                        | 15                                                       | 11                                                       | 32                                                       |
| 9                                                        | Spanien                                                  | 6                                                        | 9                                                        | 10                                                       | 25                                                       |
| 10                                                       | Niederlande                                              | 5                                                        | 4                                                        | 5                                                        | 14                                                       |
| …                                                        |                                                          |                                                          |                                                          |                                                          |                                                          |
| 17                                                       | Österreich                                               | 2                                                        | 2                                                        | 0                                                        | 4                                                        |
| …                                                        |                                                          |                                                          |                                                          |                                                          |                                                          |
| 31                                                       | Luxemburg                                                | 0                                                        | 1                                                        | 0                                                        | 1                                                        |
| …                                                        |                                                          |                                                          |                                                          |                                                          |                                                          |
| Gesamt                                                   |                                                          | 169                                                      | 163                                                      | 147                                                      | 479                                                      |
| Vollständiger Medaillenspiegel                           |                                                          |                                                          |                                                          |                                                          |                                                          |

Die 4. Para-Leichtathletik-Europameisterschaften (englisch IPC Athletics European Championships) wurden vom 18. bis 23. August 2014 im Sportzentrum der Swansea University in der gleichnamigen walisischen Stadt ausgetragen.
Ende März 2013 gab das Internationale Paralympische Komitee (IPC) Swansea als Austragungsort der Europameisterschaften bekannt. Getragen wurden die Europameisterschaften von der walisischen Regierung, der City and County of Swansea, dem walisischen Behindertensportverband und dem britischen Leichtathletikverband.
Es wurden sieben Welt- und 14 Europarekorde aufgestellt.

## Teilnehmende Nationen
Es starteten 550 Athletinnen und Athleten (165 Frauen und 385 Männer) aus 37 Nationen.
| - Aserbaidschan (5) - Belgien (5) - Bulgarien (10) - Dänemark (7) - Deutschland (32) - Estland (2) - Finnland (11) - Frankreich (19) - Griechenland (35) - Großbritannien (51) | - Irland (8) - Island (3) - Israel (2) - Italien (13) - Kroatien (15) - Lettland (8) - Litauen (11) - Luxemburg (1) - Montenegro (1) | - Niederlande (23) - Norwegen (4) - Österreich (6) - Polen (33) - Portugal (22) - Rumänien (3) - Russland (74) - Schweden (8) - Schweiz (9) | - Serbien (9) - Slowakei (5) - Slowenien (2) - Spanien (31) - Tschechien (12) - Türkei (24) - Ungarn (7) - Belarus (5) - Ukraine (34) |